# Flowervale Street
Pour plus de détails, voir Fiche technique et Distribution.
Flowervale Street est un film de science-fiction américain écrit et réalisé par David Robert Mitchell et dont la sortie est prévue en 2026.

## Fiche technique
Sauf indication contraire, les informations mentionnées dans cette section peuvent être confirmées par la base de données cinématographiques IMDb,  présente dans la section « Liens externes ».
- Titre original : Flowervale Street
- Réalisation et scénario : David Robert Mitchell
- Montage : John Axelrad
- Photographie : Mike Gioulakis
- Production : David Robert Mitchell, J. J. Abrams, Hannah Minghella, Matt Jackson et Tommy Harper
- Sociétés de production : Bad Robot Productions et Jackson Pictures
- Société de distribution : Warner Bros. Pictures
- Pays de production :  États-Unis
- Langue originale : anglais
- Format : couleur
- Genre : science-fiction, thriller[1],[2]
- Date de sortie : Dates sujettes à modification
  - France : 12 août 2026[3]
  - États-Unis : 13 mars 2026

## Distribution
- Anne Hathaway
- Ewan McGregor
- Maisy Stella
- Christian Convery
- Jordan Alexa Davis
- P. J. Byrne
- Chris Coy

## Production

### Genèse et développement
En mars 2023, Deadline.com annonce qu'un film sans titre réalisé, écrit et coproduit par David Robert Mitchell est en développement, avec J. J. Abrams et Hannah Minghella à la production pour Bad Robot et avec Matt Jackson à la production pour Jackson Pictures.
Le 29 mars 2024, The Hollywood Reporter révèle que le titre du film sera Flowervale Street et que Tommy Harper rejoint les producteurs.

### Attribution des rôles
En mars 2023, lorsque Deadline.com annonce le film, il précise également que le rôle principal sera tenu par Anne Hathaway.
En février 2024, The Hollywood Reporter annonce qu'Ewan McGregor tiendra le second rôle.
En mars 2024, Variety annonce que Maisy Stella et Christian Convery rejoignent la distribution,.
En avril, c'est au tour de Jordan Alexa Davis, P. J. Byrne et Chris Coy de rejoindre la distribution,.

### Tournage
Le tournage se déroule du 22 mars au 4 juin 2024 à Londres et Atlanta
,
,.

## Sortie
La sortie américaine, initialement prévue pour le 16 mai 2025, est ensuite repoussée au 13 mars 2026